# UCI-Straßenradsport-Kalender der Frauen 2022
Der UCI-Straßenradsport-Kalender der Frauen 2022 bestand aus den Wettbewerben des internationalen Straßenradsports, die im Kalender des Radsport-Weltverbands UCI registriert waren und ein Rennen für Frauen beinhalteten. Nach Verständnis der UCI lief die Straßensaison 2022 vom 1. November 2021 bis zum 18. Oktober 2022. Zum besseren Verständnis sind hier jedoch die Rennen des gesamten Kalenderjahrs 2022 aufgeführt.

## Klassifikation
Die Eintages- und Etappenrennen des internationalen Straßen-Kalenders gehörten, soweit sie Frauen betrafen, folgenden Klassen an (siehe auch UCI-Kategorie):
- die Weltmeisterschaften (CM) im September;
- die kontinentalen Meisterschaften (CC) in Europa, Asien, Afrika, Amerika und Ozeanien;
- die nationalen Meisterschaften (CN), die über die Saison verteilt stattfanden, meist aber Ende Juni, siehe Nationale Straßen-Radsportmeister 2022;
- diverse regionale Veranstaltungen (JC bzw. JR) wie die Südostasienspiele, die Bolivarischen Spiele, die Commonwealth Games, die Islamischen Spiele der Solidarität, die Südamerikaspiele sowie die Zentralamerikanischen und die Arabischen Meisterschaften;
- Eintagesrennen (1.WWT) und Etappenrennen (2.WWT) der UCI Women’s WorldTour 2022;
- Eintagesrennen (1.Pro) und Etappenrennen (2.Pro) der UCI ProSeries;
- Eintagesrennen (1.1) und Etappenrennen (2.1) der Klasse 1;
- Eintagesrennen (1.2) und Etappenrennen (2.2) der Klasse 2.

Die Einstufung eines Rennens hatte Einfluss darauf, welche Radsportteams daran teilnehmen konnten und in welchem Maße sie in die UCI-Weltrangliste eingingen. Unten aufgeführt sind die Rennen der drei letztgenannten Klassen, also die ProSeries sowie die Rennen der Klassen 1 und 2. Die Rennen sind aufgeteilt nach der altersbedingten Kategorie, der sie angehörten, also Elite, U23 oder Juniorinnen. Daneben gab es zahlreiche weitere Rennen auf den nationalen Kalendern der einzelnen Radsportverbände, die an dieser Stelle nicht berücksichtigt sind.

## Elite
| Datum               | Land               | Rennen                                           | Klasse | Siegerin                  | Mannschaft                                    |
| ------------------- | ------------------ | ------------------------------------------------ | ------ | ------------------------- | --------------------------------------------- |
| 6. Feb.             | Türkei             | Grand Prix Velo Manavgat                         | 1.2    | Alina Moissejewa          | Lokosphinx                                    |
| 6. Feb.             | Spanien            | Vuelta a la Comunitat Valenciana                 | 1.1    | Marta Bastianelli         | UAE Team ADQ                                  |
| 17. Feb. – 20. Feb. | Spanien            | Setmana Ciclista Valenciana                      | 2.1    | Annemiek van Vleuten      | Movistar Team Women                           |
| 19. Feb.            | Türkei             | Grand Prix Velo Alanya                           | 1.2    | Wiktorija Jaroschenko     | Lviv Cycling Team                             |
| 20. Feb.            | Türkei             | Grand Prix Justiniano Hotels                     | 1.2    | Alina Moissejewa          | Lokosphinx                                    |
| 26. Feb.            | Belgien            | Omloop Het Nieuwsblad                            | 1.Pro  | Annemiek van Vleuten      | Movistar Team Women                           |
| 27. Feb.            | Belgien            | Omloop van het Hageland                          | 1.1    | Marta Bastianelli         | UAE Team ADQ                                  |
| 1. März             | Belgien            | Le Samyn des Dames                               | 1.1    | Emma Norsgaard Bjerg      | Movistar Team Women                           |
| 3. März – 5. März   | Niederlande        | Bloeizone Fryslân Tour                           | 2.1    | Ellen van Dijk            | Trek-Segafredo                                |
| 5. März             | Türkei             | Grand Prix Gazipaşa                              | 1.2    | Olha Schekel              | Ukraine                                       |
| 6. März             | Türkei             | Grand Prix Mediterranean                         | 1.2    | Yanina Kuskova            | Tashkent City Women Professional Cycling Team |
| 6. März             | Italien            | Trofeo Oro in Euro                               | 1.2    | Sofia Bertizzolo          | UAE Team ADQ                                  |
| 9. März             | Belgien            | GP Oetingen                                      | 1.1    | Lorena Wiebes             | Team DSM                                      |
| 11. März            | Niederlande        | Drentse Acht van Westerveld                      | 1.2    | Christine Majerus         | Team SD Worx                                  |
| 16. März            | Belgien            | Nokere Koerse                                    | 1.Pro  | Lorena Wiebes             | Team DSM                                      |
| 30. März            | Belgien            | Dwars door Vlaanderen                            | 1.Pro  | Chiara Consonni           | Valcar-Travel & Service                       |
| 6. Apr.             | Belgien            | Scheldeprijs                                     | 1.1    | Lorena Wiebes             | Team DSM                                      |
| 8. Apr. – 10. Apr.  | Thailand           | Tour of Thailand                                 | 2.1    | Phetdarin Somrat          | Thailand Women's Cycling Team                 |
| 13. Apr.            | Belgien            | Brabantse Pijl                                   | 1.Pro  | Demi Vollering            | Team SD Worx                                  |
| 17. Apr.            | Frankreich         | Grand Prix de Chambéry                           | 1.1    | Brodie Chapman            | FDJ Nouvelle-Aquitaine Futuroscope            |
| 18. Apr.            | Belgien            | Ronde de Mouscron                                | 1.1    | Thalita de Jong           | JEGG-DJR Academy                              |
| 23. Apr.            | Niederlande        | Omloop van Borsele                               | 1.1    | Maaike Boogaard           | UAE Team ADQ                                  |
| 25. Apr.            | Italien            | Gran Premio della Liberazione                    | 1.2    | Silvia Persico            | Valcar-Travel & Service                       |
| 27. Apr. – 1. Mai   | Vereinigte Staaten | Tour of the Gila                                 | 2.2    | Lauren De Crescenzo       | DNA Pro Cycling Team                          |
| 28. Apr. – 1. Mai   | Tschechien         | Gracia Orlová                                    | 2.2    | Agnieszka Skalniak-Sójka  | Atom Deweloper-Posciellux.pl-Wrocław          |
| 29. Apr. – 1. Mai   | Luxemburg          | Festival Elsy Jacobs                             | 2.Pro  | Marta Bastianelli         | UAE Team ADQ                                  |
| 30. Apr.            | Belgien            | Leiedal Koerse                                   | 1.2    | Femke Markus              | Parkhotel Valkenburg                          |
| 3. Mai – 5. Mai     | Spanien            | Vuelta Ciclista Andalucía Elite Women            | 2.1    | Arlenis Sierra            | Movistar Team Women                           |
| 3. Mai – 7. Mai     | Frankreich         | Tour de Bretagne Féminin                         | 2.1    | Vittoria Guazzini         | FDJ Nouvelle-Aquitaine Futuroscope            |
| 7. Mai              | Belgien            | Grote Prijs Eco-Struct                           | 1.1    | Charlotte Kool            | Team DSM                                      |
| 8. Mai              | Spanien            | Gran Premio Ciudad de Eibar                      | 1.1    | Olivia Baril              | Valcar-Travel & Service                       |
| 10. Mai             | Spanien            | Emakumeen Nafarroako Klasikoa                    | 1.1    | Sarah Gigante             | Movistar Team Women                           |
| 11. Mai             | Spanien            | Navarra Women’s Elite Classic                    | 1.1    | Veronica Ewers            | EF Education-Tibco-SVB                        |
| 13. Mai             | Frankreich         | La Classique Morbihan                            | 1.1    | Antri Christoforou        | Team Farto BCT                                |
| 14. Mai             | Niederlande        | Omloop der Kempen Ladies                         | 1.2    | Rachele Barbieri          | Liv Racing Xstra                              |
| 14. Mai             | Frankreich         | Grand Prix du Morbihan Féminin                   | 1.1    | Ally Wollaston            | AG Insurance-NXTG                             |
| 17. Mai             | Spanien            | Durango–Durango Emakumeen Saria                  | 1.1    | Pauliena Rooijakkers      | Canyon//SRAM Racing                           |
| 19. Mai – 22. Mai   | Vereinigte Staaten | Joe Martin Stage Race                            | 2.2    | Emma Langley              | EF Education-Tibco-SVB                        |
| 20. Mai             | Niederlande        | Veenendaal–Veenendaal Classic                    | 1.1    | Gladys Verhulst-Wild      | Le Col-Wahoo                                  |
| 24. Mai – 29. Mai   | Deutschland        | Thüringen-Rundfahrt                              | 2.Pro  | Alexandra Manly           | Team BikeExchange-Jayco                       |
| 28. Mai             | Estland            | Ladies Tour of Estonia                           | 1.2    | Agnieszka Skalniak-Sójka  | Atom Deweloper-Posciellux.pl-Wrocław          |
| 5. Juni             | Frankreich         | Alpes Grésivaudan Classic                        | 1.2    | Évita Muzic               | FDJ Nouvelle-Aquitaine Futuroscope            |
| 5. Juni             | Italien            | Memorial Monica Bandini                          | 1.2    | Silvia Persico            | Valcar-Travel & Service                       |
| 5. Juni             | Belgien            | Dwars door de Westhoek                           | 1.1    | Chiara Consonni           | Valcar-Travel & Service                       |
| 6. Juni             | Belgien            | Grand Prix Mazda Schelkens                       | 1.2    | Danique Braam             | Bingoal Casino-Chevalmeire-Van Eyk Sport      |
| 11. Juni            | Belgien            | Dwars door het Hageland                          | 1.1    | Lotte Kopecky             | Team SD Worx                                  |
| 12. Juni            | Belgien            | Flanders Diamond Tour                            | 1.1    | Chiara Consonni           | Valcar-Travel & Service                       |
| 14. Juni            | Frankreich         | Mont Ventoux Dénivelé Challenge                  | 1.2    | Marta Cavalli             | FDJ Nouvelle-Aquitaine Futuroscope            |
| 18. Juni – 21. Juni | Schweiz            | Tour de Suisse Women                             | 2.Pro  | Lucinda Brand             | Trek-Segafredo                                |
| 28. Juni – 1. Juli  | Belgien            | Belgium Tour                                     | 2.1    | Agnieszka Skalniak-Sójka  | Atom Deweloper-Posciellux.pl-Wrocław          |
| 10. Juli            | Belgien            | 2 Districtenpijl                                 | 1.1    | Daria Pikulik             | Atom Deweloper-Posciellux.pl-Wrocław          |
| 13. Juli – 17. Juli | Niederlande        | Baloise Ladies Tour                              | 2.1    | Ellen van Dijk            | Trek-Segafredo                                |
| 14. Juli – 17. Juli | Costa Rica         | Vuelta Internacional Femenina a Costa Rica       | 2.2    | Carolina Vargas           | Kolumbien                                     |
| 23. Juli            | Slowakei           | Visegrad 4 Ladies Series – Slovakia              | 1.2    | Ricarda Bauernfeind       | Canyon//SRAM Generation                       |
| 24. Juli            | Ungarn             | Visegrad 4 Ladies Series – Hungary               | 1.2    | Silvia Zanardi            | BePink                                        |
| 29. Juli – 31. Juli | Polen              | Princess Anna Vasa Tour                          | 2.2    | Agnieszka Skalniak-Sójka  | Atom Deweloper-Posciellux.pl-Wrocław          |
| 2. Aug. – 4. Aug.   | Schweden           | Tour of Uppsala                                  | 2.1    | Nathalie Eklund           | Massi Tactic                                  |
| 5. Aug. – 7. Aug.   | Frankreich         | Tour Féminin International des Pyrénées          | 2.1    | Kristabel Doebel-Hickok   | EF Education-Tibco-SVB                        |
| 9. Aug. – 14. Aug.  | Kolumbien          | Vuelta a Colombia Femenina                       | 2.2    | Diana Peñuela             | DNA Pro Cycling Team                          |
| 13. Aug.            | Frankreich         | La Périgord Ladies                               | 1.2    | Grace Brown               | FDJ Nouvelle-Aquitaine Futuroscope            |
| 14. Aug.            | Frankreich         | La Picto-Charentaise                             | 1.2    | Marie Le Net              | FDJ Nouvelle-Aquitaine Futuroscope            |
| 19. Aug.            | Belgien            | Kortrijk Koerse                                  | 1.1    | Julie De Wilde            | Plantur-Pura                                  |
| 21. Aug.            | Belgien            | MerXem Classic                                   | 1.1    | Eleonora Gasparrini       | Valcar-Travel & Service                       |
| 25. Aug.            | Frankreich         | Kreiz Breizh Elites Féminin                      | 1.1    | Emma Norsgaard Bjerg      | Movistar Team Women                           |
| 25. Aug. – 28. Aug. | Italien            | Giro della Toscana Femminile                     | 2.2    | Agnieszka Skalniak-Sójka  | Atom Deweloper-Posciellux.pl-Wrocław          |
| 4. Sep.             | Belgien            | Grote Prijs Beerens                              | 1.1    | Marjolein van ’t Geloof   | Le Col-Wahoo                                  |
| 6. Sep. – 12. Sep.  | Frankreich         | Tour Cycliste Féminin International de l’Ardèche | 2.1    | Antonia Niedermaier       | Canyon//SRAM Generation                       |
| 10. Sep.            | Frankreich         | A Travers les Hauts de France                    | 1.2    | Mischa Bredewold          | Parkhotel Valkenburg                          |
| 11. Sep.            | Frankreich         | Choralis Fourmies Féminine                       | 1.2    | Clara Copponi             | FDJ Nouvelle-Aquitaine Futuroscope            |
| 14. Sep.            | Belgien            | Grand Prix de Wallonie                           | 1.2    | Julie De Wilde            | Plantur-Pura                                  |
| 16. Sep. – 17. Sep. | Belgien            | Tour de la Semois                                | 2.2    | Maria Giulia Confalonieri | Ceratizit-WNT Pro Cycling Team                |
| 18. Sep.            | Frankreich         | Grand Prix d’Isbergues-Pas de Calais Féminin     | 1.2    | Chiara Consonni           | Valcar-Travel & Service                       |
| 1. Okt.             | Italien            | Giro dell’Emilia Donne                           | 1.Pro  | Elisa Longo Borghini      | Trek-Segafredo                                |
| 4. Okt.             | Italien            | Tre Valli Varesine                               | 1.1    | Elisa Longo Borghini      | Trek-Segafredo                                |
| 4. Okt.             | Belgien            | Binche–Chimay–Binche                             | 1.1    | Lorena Wiebes             | Team DSM                                      |
| 16. Okt.            | Frankreich         | Chrono des Nations                               | 1.1    | Ellen van Dijk            | Trek-Segafredo                                |
| 21. Okt. – 23. Okt. | Argentinien        | Vuelta a Formosa Femenina                        | 2.2    | Aranza Villalón           | Eneicat-RBH Global                            |

## U23
Jenseits von Meisterschaften auf Welt-, Kontinental- oder nationaler Ebene gab es nur ein ausdrücklich für die U23 vorgesehenes Rennen.
| Datum              | Land        | Rennen                     | Klasse | Siegerin            | Mannschaft |
| ------------------ | ----------- | -------------------------- | ------ | ------------------- | ---------- |
| 9. Sep. – 11. Sep. | Niederlande | Watersley Womens Challenge | 2.2U   | Dominika Włodarczyk | Polen      |

## Juniorinnen
Rennen, die dem UCI-Nationencup der Juniorinnen angehörten, trugen die Einstufung 1.Ncup bzw. 2.Ncup.
| Datum                | Land        | Rennen                                           | Klasse | Siegerin             | Mannschaft                   |
| -------------------- | ----------- | ------------------------------------------------ | ------ | -------------------- | ---------------------------- |
| 20. März             | Italien     | Piccolo Trofeo Alfredo Binda – Valli del Verbano | 1.Ncup | Francesca Pellegrini | Valcar Travel & Service U19  |
| 27. März             | Belgien     | Gent–Wevelgem                                    | 1.Ncup | Nienke Veenhoven     | WV Schijndel                 |
| 22. Apr. – 24. April | Belgien     | Omloop van Borsele                               | 2.Ncup | Zoe Bäckstedt        | Großbritannien               |
| 7. Mai – 8. Mai      | Frankreich  | Tour du Gévaudan Occitanie femmes                | 2.Ncup | Églantine Rayer      | Normandie / Pays de la Loire |
| 27. Aug.             | Frankreich  | Grand Prix Ceratizit Women Junior                | 1.1    | Emma Jeffers         | Irland                       |
| 27. Aug. – 28. Aug.  | Spanien     | Bizkaikoloreak                                   | 2.Ncup | Nienke Vinke         | NXTG U19-ACROG               |
| 9. Sep. – 11. Sep.   | Niederlande | Watersley Ladies Challenge                       | 2.Ncup | Zoe Bäckstedt        | Großbritannien               |
| 16. Okt.             | Frankreich  | Chrono des Nations                               | 1.1    | Églantine Rayer      | US Pétruvienne               |